# Diopoldo d'Acerra
Diopoldo di Schweinspeunt (o di Hohenburg), noto come Diopoldo d'Acerra (Hohenburg, 1160 circa – post 1221), è stato un nobile, politico e condottiero tedesco, duca di Spoleto e conte di Acerra.

## Biografia
Diopoldo di Schweinspeunt fu un ministeriale originario di Hohenburg, in Baviera. Fino a tempi recenti è stato spesso considerato appartenente alla dinastia dei margravi di Vohburg, confondendolo con Diepoldo VII di Vohburg, nonostante si tratti di una svista rilevata già nel 1876 da Eduard Winkelmann.
Accompagnò l'Imperatore Enrico VI di Svevia a Roma e nel regno di Sicilia nel 1191: in quell'occasione fu fatto castellano di Rocca d'Arce. In seguito si rese protagonista di una lunga serie di attacchi, assedi e saccheggi alle terre circostanti che dipendevano dall'abbazia di Montecassino, gesta che il cronista cassinate Riccardo di San Germano non manca di registrare nella sua Chronica. Quando Enrico, di ritorno in Germania, passò in Terra di Lavoro, si avvantaggiò dell'intervento di Diopoldo, che gli difese la retroguardia.
In assenza dell'Imperatore, Diopoldo spadroneggiò in Terra di Lavoro appoggiandosi a Marcovaldo di Annweiler, margravio di Ancona e conte dell'Abruzzo; quando Enrico ottenne il regno di Sicilia (1194) Diopoldo fu nominato giustiziere di Terra di Lavoro. Nel 1197 catturò Riccardo d'Aquino ottenendo per sé il titolo di conte di Acerra. Incrementò il suo potere con un'accorta politica matrimoniale: nel 1199 combinò il matrimonio della figlia del conte Riccardo di Fondi con suo fratello Sigfrido, signore di Caiazzo; sua figlia Adelagisia fu data in sposa al conte Roberto di Caserta, mentre il suo unico figlio maschio Corrado a Stefania Berardi, figlia di Pietro.
Diopoldo di Schweinspeunt e Marcovaldo di Annweiler pretendevano il tutoraggio sul piccolo Federico II di Svevia, affidato invece dalla madre Costanza d'Altavilla a papa Innocenzo III; il pontefice quindi aveva nominato Gualtiero di Brienne principe di Taranto, duca di Puglia e conte di Lecce e lo aveva scelto come proprio paladino per riportare il controllo nel regno di Sicilia (1201). Gualtiero, sostenuto dalle lettere del papa e dalle truppe di Pietro Berardi, ottenne subito dei parziali successi a Teano, Capua (10 giugno 1201) e Venafro, ricacciando Diopoldo nel suo feudo di Sarno. Il 6 ottobre 1202, nei pressi di Canne, Gualtiero respinse un assalto delle truppe di Diopoldo; nel frattempo Marcovaldo morì a Messina.
Nel 1204 Diopoldo attaccò nuovamente Gualtiero e lo assediò nel castel Terracena di Salerno, dove il conte di Brienne perse un occhio a causa di una freccia. Nonostante la menomazione, Gualtiero ruppe l'assedio e costrinse alla fuga Diopoldo, il quale si ritirò nella sua fortezza di Sarno. Gualtiero lo raggiunse e cinse d'assedio il castello del rivale, ma cadde in un agguato, fu ferito e trascinato all'interno della fortezza, dove rifiutò le cure offertegli da Diopoldo in cambio della resa (14 giugno 1205).

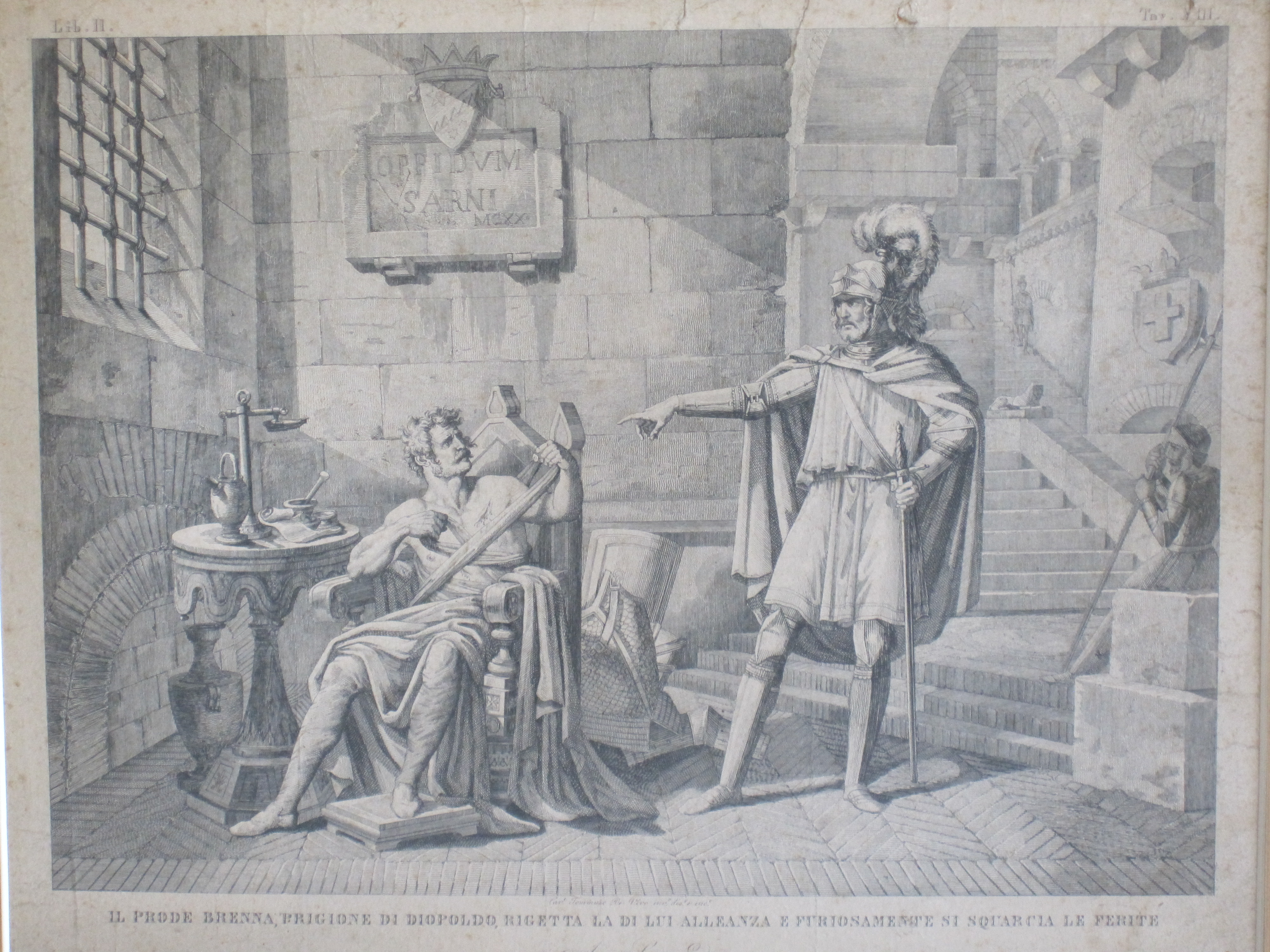
Gualtiero di Brienne, imprigionato nel castello di Sarno, rifiuta le cure di Diopoldo di Schweinspeunt

Nel 1206 Diopoldo ottenne da Guglielmo Capparone che il giovane Federico II fosse riconsegnato al vescovo di Troia Gualtiero di Palearia, gran cancelliere del regno. La situazione precipitò: mentre Diopoldo veniva scomunicato da Innocenzo III, Gualtiero di Palearia entrò in conflitto con lui e lo fece catturare; ma Diopoldo riuscì a sfuggire, riparare a Salerno e infliggere agli avversari una sonora sconfitta.
Così nel febbraio 1209 Ottone IV di Brunswick lo nominò magister capitaneus totius Apuliae et Terre Laboris e lo creò duca di Spoleto. Quando Ottone ricevette la corona imperiale, Diopoldo lo incontrò a Pisa nel mese di novembre e lo convinse a occupare il regno di Sicilia. Ma i fatti andarono diversamente e il giovane Federico II fu nominato prima re dei Romani e poi Imperatore.
Per Diopoldo arrivò dunque la cattura e la prigionia in Germania (1218); quando fu rilasciato nel 1221 si unì ai cavalieri teutonici senza fare più ritorno in Italia. Si ignora la data della sua morte.
Si ritiene che fosse imparentato con Deopoldo di Dragoni, uomo politico di Federico II di Svevia, che nel 1243 fu duca di Spoleto per breve tempo.